# Alexander Möhlen

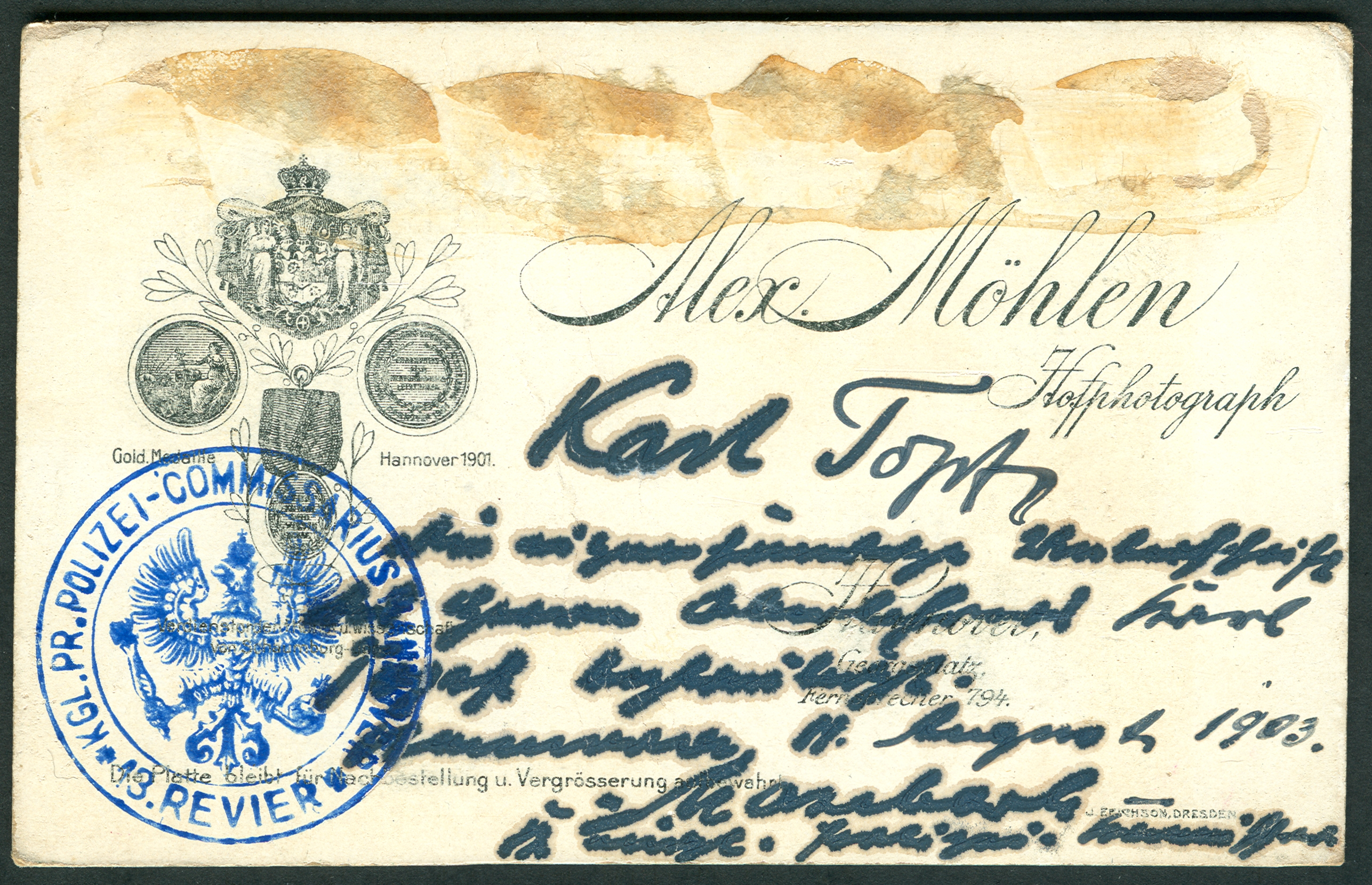
Revers einer Carte de Visite mit Abbildungen einer Medaillen Möhlens von 1901 sowie Stempel und handschriftlichem Vermerk des Kgl. Pr. Polizei Commissarius Hannover 13. Revier

Alexander Möhlen († 1930) war ein deutscher Hof-Fotograf im 19. und 20. Jahrhundert.

## Leben

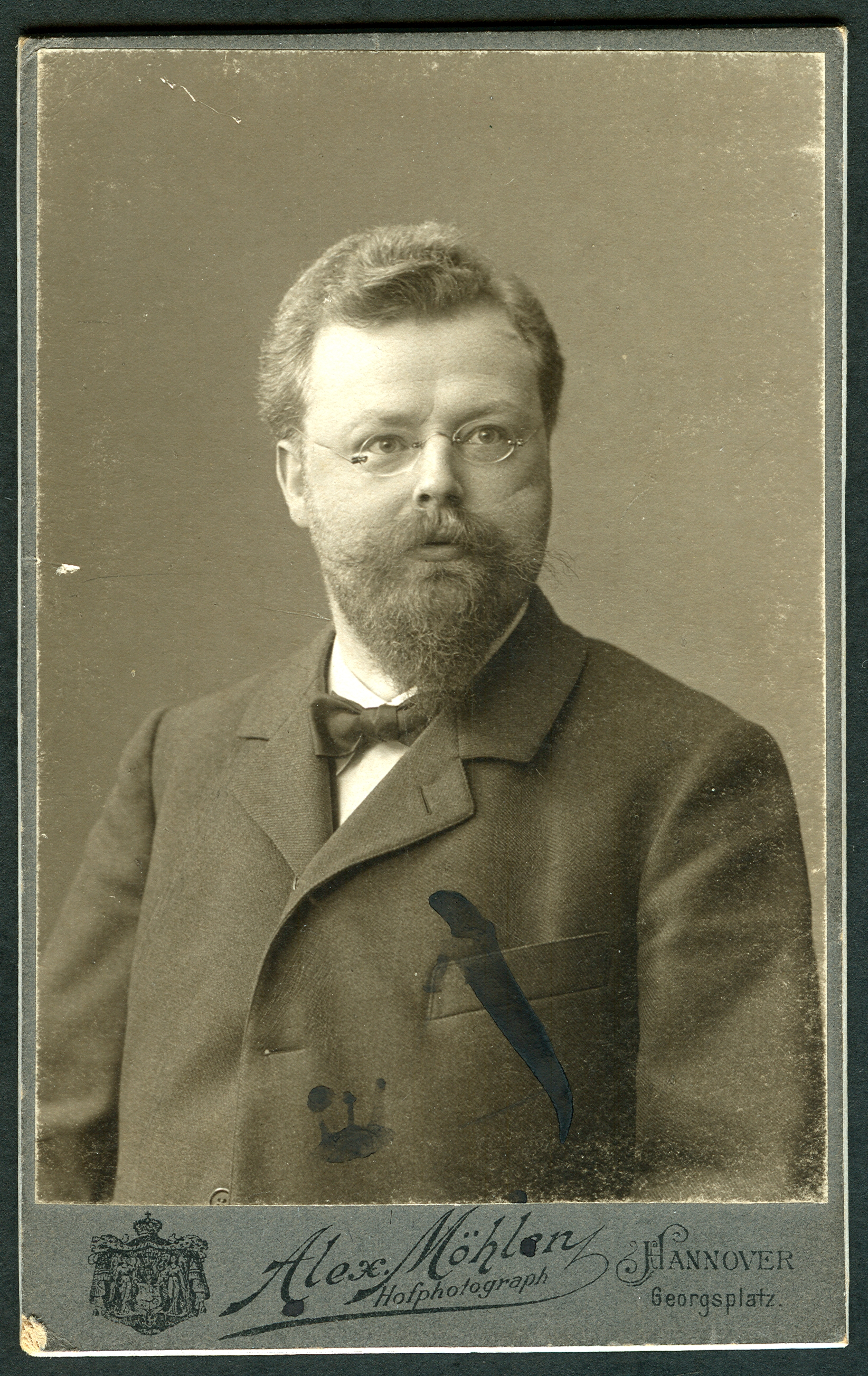
Unter dem Brustbild des Porträtierten das Wappen des Hofes, von dem Möhlen den Titel des Hoffotografen erlangt hatte; hier mit der Adresse vom Georgsplatz

Nachdem sich der Photographische Verein zu Hannover am 16. Juni 1902 in einer außerordentlichen Sitzung gegenüber Dr. Lindström von der Handwerkskammer Hannover „als funktionierende Berufsvertretung vorgestellt und [...] als solche auch akzeptiert worden“ war, wurde Alexander Möhlen auf der ersten Generalversammlung der in und um Hannover tätigen Berufsfotografen am 26. Januar 1903 im Rheinischen Hof zum 1. Vorsitzenden des Vereins gewählt. Möhlen spielt damit eine wichtige Rolle bei der Gründung einer ersten Fotografen-Innung im Raum Hannover.
Zur Einweihung des Neuen Rathauses in Hannover stiftete Hoffotograf Möhlen „kostenlos Porträtfotos der in der Festschrift vorgestellten Mitglieder der Städtischen Kollegien“.

## Bekannte Ateliers
Im Verlauf des Jahres 1907 verkaufte der Hildesheimer Fotograf Carl Kesselhuth sein Atelier an Alexander Möhlen, der seitdem das Atelier in Hildesheim als Filiale betrieb.
Möhlen betrieb Ateliers in
- Hannover, am Georgsplatz, „Eingang Landschaftsstraße 4“[2]
- in Hildesheim in der Kaiserstraße 44

## Bekannte Werke
- um 1911: Foto der Elisabeth Gottschalk als Baby im Laufstall (in Hannover); Inhaber des Fotogeschäftes Alexander Möhlen und O. Zurkirchen[6]
- um 1912: Porträt der ungarischen Sopranistin Rosa von Abranyi-Varnay, das diese im Februar 1912 ihrer „lieben Elisabeth Noltemeyer zur steten Erinnerung“ handschriftlich signiert hat.
- Fotografien eines noch unidentifizierten Schauspielers als Tristan, Siegfried, Tannhäuser, Stolzing und Canio[7]

## Archivalien
Archivalien von und über Alexander Möhlen finden sich beispielsweise
- im Stadtarchiv Hannover mit Bezug zu den von Möhlen gefertigten Porträtfotos der Mitglieder der Städtischen Kollegien.[4]